# Mordvinien

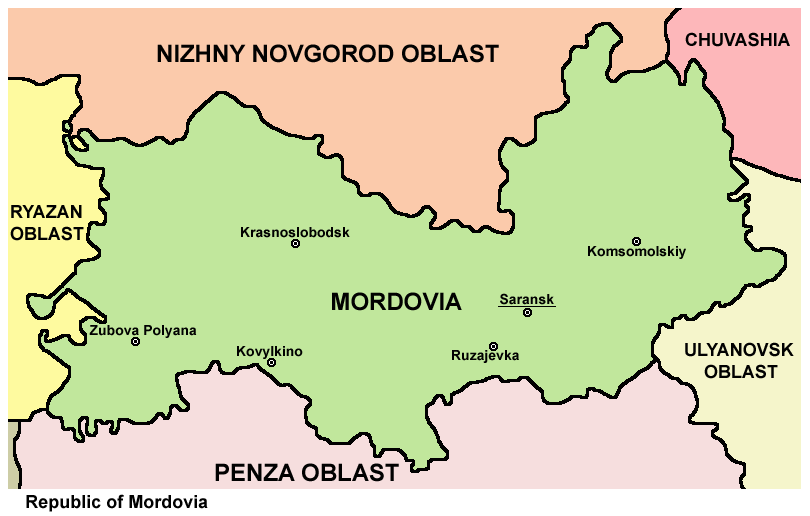
Karta över Mordvinien.

Mordvinien (ryska: Респу́блика Мордо́вия, erzya: Мордовской Республикась, Мокшэрзянь Республика moksja: Мордовскяй Республикась) är en delrepublik i Ryssland. Folkmängden uppgår till strax över 800 000 invånare, på en yta av 26 117 kvadratkilometer. Huvudstad är Saransk och en annan stor stad är Ruzajevka. En stor del av invånarna tillhör den finsk-ugriska folkgruppen mordviner. De talar de två finsk-ugriska språkvarieteterna moksja och erzya, som ofta sammanfattas i begreppet mordvinska, men som har olika ortografi och skild litteratur. Ungefär två tredjedelar av de mordvinsktalande bor utanför Mordvinien.

## Administrativ indelning
Mordvinien är indelad i 3 städer och 22 rajoner.
| Stad / Rajon               | Areal (km²) | Invånarantal 9 oktober 2002 | Invånarantal 1 januari 2010 |
| -------------------------- | ----------- | --------------------------- | --------------------------- |
| Ardatovskij rajon          | 1 192,61    | 31 565                      | 28 350                      |
| Atiurevskij rajon          | 825,54      | 12 151                      | 9 933                       |
| Atjasjevskij rajon         | 1 095,84    | 22 889                      | 19 476                      |
| Bolsjebereznikovskij rajon | 957,31      | 15 584                      | 13 572                      |
| Bolsjeignatovskij rajon    | 834,24      | 9 483                       | 8 439                       |
| Dubenskij rajon            | 896,38      | 16 366                      | 13 684                      |
| Insarskij rajon            | 963,13      | 15 909                      | 13 707                      |
| Itjalkovskij rajon         | 1 265,79    | 22 835                      | 20 793                      |
| Jelnikovskij rajon         | 1 056,05    | 13 359                      | 11 917                      |
| Kadosjkinskij rajon        | 612,64      | 9 484                       | 7 706                       |
| Kotjkurovskij rajon        | 816,46      | 11 829                      | 10 640                      |
| Kovylkino (stad)¹          | 40,56       | 21 926                      | 20 465                      |
| Kovylkinskij rajon         | 1 986,00    | 25 488                      | 21 668                      |
| Krasnoslobodskij rajon     | 1 379,28    | 28 703                      | 26 521                      |
| Ljambirskij rajon          | 880,06      | 33 872                      | 32 883                      |
| Romodanovskij rajon        | 773,04      | 21 986                      | 20 347                      |
| Ruzajevka (stad)           | 26,55       | 49 790                      | 47 485                      |
| Ruzajevskij rajon          | 1 091,70    | 19 091                      | 18 239                      |
| Saransk (stad)¹            | 383,27      | 332 237                     | 323 772                     |
| Starosjajgovskij rajon     | 1 420,42    | 15 870                      | 13 604                      |
| Temnikovskij rajon         | 1 932,28    | 21 172                      | 17 391                      |
| Tengusjevskij rajon        | 843,83      | 14 286                      | 12 494                      |
| Tjamzinskij rajon          | 1 009,48    | 33 871                      | 31 724                      |
| Torbejevskij rajon         | 1 124,94    | 23 285                      | 21 184                      |
| Zubovo-Poljanskij rajon    | 2 709,43    | 65 735                      | 61 253                      |
| Totalt                     | 26 116,83   | 888 766                     | 826 526                     |

¹Omfattar staden samt omgivande orter och/eller landsbygd under stadens administration.